# Sołtysy (województwo mazowieckie)
Sołtysy – wieś w Polsce położona w województwie mazowieckim, w powiecie przysuskim, w gminie Gielniów. Wieś ma status sołectwa.
| SIMC    | Nazwa     | Rodzaj    |
| ------- | --------- | --------- |
| 0619024 | Gościniec | część wsi |
| 0619030 | Góźdź     | część wsi |
| 0619047 | Zawały    | część wsi |

W latach 1975–1998 miejscowość położona była w województwie radomskim.
3 grudnia 1943 żandarmeria niemiecka z posterunku w Opocznie otoczyli wieś i zamknęli w jednej ze stodół 37 mieszkańców i kilku mężczyzn z innych wsi, których przywieźli ze sobą. Po przesłuchaniach, zamordowali 12 osób, w tym 4 z Sołtys. 20 mężczyzn wywieziono do Opoczna, tam zamordowano kolejnych 3, a resztę wywieziono do obozu w Gross-Rosen. Zidentyfikowano tylko 6 ofiar zbrodni.
Wierni Kościoła rzymskokatolickiego należą do parafii św. Doroty w Petrykozach.